# Юнссон, Мелькер
Мелькер Улле Юнссон (швед. Melker Olle Jonsson; род. 10 июля 2002, Стокгольм) — шведский футболист, защитник клуба «Юргорден».

## Клубная карьера
Начинал заниматься футболом в клубе «Лидингё». В его составе 28 августа 2018 года в возрасте шестнадцати лет дебютировал во втором шведском дивизионе в гостевой встрече с «Гамла Упсала», появившись на поле на 80-й минуте. Перед сезоном 2019 года перешёл в «Юргорден», где начал выступать за молодёжные команды. С начала 2020 года стал привлекаться к тренировкам с основным составом. 13 июля подписал с клубом контракт на два с половиной года«Юргорден».
1 августа 2020 года в домашней игре с «Хеккеном» Юнссон дебютировал в чемпионате Швеции, появившись на поле в компенсированное ко второму тайму время вместо Хариса Радетинаца.

## Карьера в сборной
Выступал за юношескую сборную Швеции. В её составе принимал участие в товарищеском турнире. Дебютировал  в игре со сборной Ирландии 7 сентября 2019 года, выйдя на поле в стартовом составе.

## Личная жизнь
Отец Юнссона — Маттиас, в прошлом также футболист, двукратный чемпион Швеции, участник чемпионатов мира (2002, 2006) и чемпионата Европы 2004 года в составе национальной сборной Швеции.

## Клубная статистика
| Выступление      | Выступление      | Выступление      | Лига | Лига | Кубки | Кубки | Конт. кубки | Конт. кубки | Итого | Итого |
| Клуб             | Лига             | Сезон            | Игры | Голы | Игры  | Голы  | Игры        | Голы        | Игры  | Голы  |
| ---------------- | ---------------- | ---------------- | ---- | ---- | ----- | ----- | ----------- | ----------- | ----- | ----- |
| Лидингё          | Дивизион 2       | 2018             | 1    | 0    | 0     | 0     | 0           | 0           | 1     | 0     |
| Лидингё          | Итого            | Итого            | 1    | 0    | 0     | 0     | 0           | 0           | 1     | 0     |
| Юргорден         | Алльсвенскан     | 2020             | 2    | 0    | 0     | 0     | 0           | 0           | 2     | 0     |
| Юргорден         | Алльсвенскан     | 2021             | 0    | 0    | 3     | 0     | 0           | 0           | 3     | 0     |
| Юргорден         | Итого            | Итого            | 2    | 0    | 3     | 0     | 0           | 0           | 5     | 0     |
| Всего за карьеру | Всего за карьеру | Всего за карьеру | 3    | 0    | 3     | 0     | 0           | 0           | 6     | 0     |